# Trachit

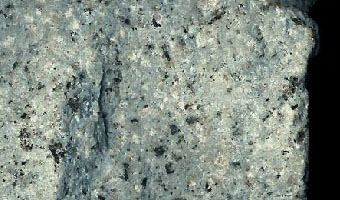
Trachit

Trachit, trachyt – obojętna skała wylewna, leżąca w grupie skał nasyconych krzemionką, w klasie sjenitu i trachitu.

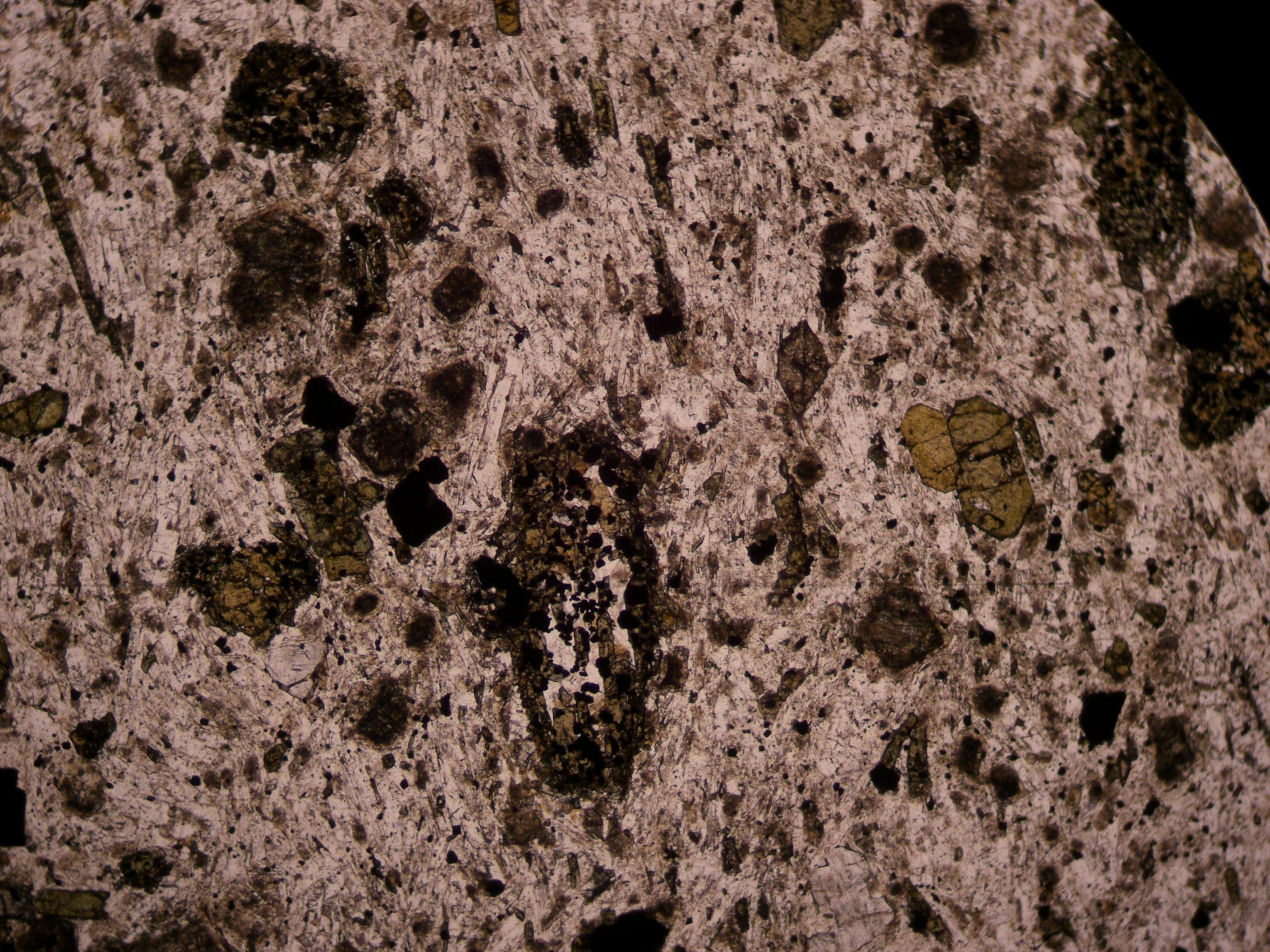
Trachit - fotografia mikroskopowa. Widoczne prakryształy skaleni.

Na diagramie klasyfikacyjnym QAPF trachit zajmuje pole 7.
W klasyfikacji TAS trachit wraz z alkaliczno-skaleniowym trachitem zajmuje pole T (trachity alkaliczne i trachity).
W skład trachitu wchodzą minerały jasne: głównie skalenie potasowe, poza tym kwarc, w mniejszej ilości znajdują się tu plagioklazy oraz minerały ciemne, takie jak: biotyt i hornblenda.
Barwa tej skały jest zmienna i zależna od domieszek mineralnych, może być: szara, różowa, żółta, czerwona, a nawet brunatna (rzadko).
Struktura wyraźnie porfirowa z prakryształami skaleni alkalicznych tkwiącymi w cieście skalnym, szorstka w dotyku.
Ze zwietrzeliny trachitu powstają gleby gliniaste, głębokie, bogate w składniki odżywcze dla roślin.
Skała rzadko występująca. Większe złoża występują w Rosji, Niemczech, Francji. Na terenie Polski rzadko spotykana w obrębie środkowoeuropejskiej prowincji bazaltowej (występuje np. w Górach Kaczawskich).  